# On My Way to Church
On My Way to Church è il primo album in studio del rapper statunitense Jim Jones, pubblicato nel 2004.

## Tracce
1. On My Way to Church (Intro) – 1:40
2. Capo Status (1st Take) – 1:01
3. Only One Way Up (featuring Cam'ron & Juelz Santana) – 4:06
4. This Is Jim Jones (featuring Cam'ron) – 3:57
5. Let's Ride (featuring J. R. Writer) – 4:05
6. Certified Gangstas (featuring Cam'ron & Bezel) – 4:03
7. Jamaican Joint (featuring Cam'ron & Juelz Santana) – 4:09
8. End of the Road (featuring Bun B & T.I.) – 4:16
9. Shotgun Fire – 3:57
10. Capo Status (2nd Take) – 1:16
11. Lovely Daze / Memory Lane – 5:43
12. Spanish Fly (featuring Chico De Barge) – 3:29
13. Livin Life as a Ridah (featuring Denise Weeks) – 3:47
14. Twin Towers (featuring Bizzy Bone) – 3:31
15. When Thugs Die – 3:28
16. This Is Gangsta (featuring Bezel & Juelz Santana) – 4:52
17. Crunk Muzik (featuring Cam'ron & Juelz Santana) – 4:15
18. Bend n Stretch – 3:42
19. Talking to the World – 3:41
20. Capo Status Final Take – 1:33
21. On My Way to Church (Outro) (featuring Benjamin Chavis Muhammad) – 1:31

## Classifiche
| Classifica (2004) | Posizione raggiunta |
| ----------------- | ------------------- |
| Stati Uniti       | 18                  |